# Maurice Gignoux
Maurice Gignoux (* 19. Oktober 1881 in Lyon; † 20. August 1955 in Grenoble) war ein französischer Geologe.
Gignoux studierte ab 1901 an der École normale supérieure von Lyon. 1909 wurde er dort mit der Arbeit Stratigraphie des Pliozän und Quartär in Süditalien und Sizilien promoviert. Im Ersten Weltkrieg diente er bei der Artillerie. Ab 1919 war er Professor in Straßburg und ab 1926 in Grenoble, wo er sich insbesondere der Geologie der Alpen widmete und der lokalen Geologie um Grenoble. Häufig arbeitete er dabei mit Léon Moret (1890–1972) zusammen. 1953 wurde er emeritiert.
Er schrieb ein Handbuch der Stratigraphie, das 1925 erstmals erschien. 1930 veröffentlichte er Arbeiten, die die besondere Rolle der Salztektonik in der alpinen Trias hervorhoben. Er befasste sich mit Erdölgeologie, zum Beispiel schrieb er eine Monographie über das Ölfeld von Pechelbronn. Zuletzt schrieb er noch ein Buch über Ingenieurgeologie.
1955 erhielt er die Penrose-Medaille. 1915 erhielt er den Prix Fontannes der französischen geologischen Gesellschaft. 1932 wurde er korrespondierendes und 1946 Vollmitglied der Académie des sciences, deren Prix Cuvier er 1931 erhielt. Er war Offizier der Ehrenlegion und Ehrendoktor der Universität Lausanne.

## Schriften
- Géologie stratigraphique, Paris, Masson 1925, 4. Auflage 1950
- Abschnitt Frankreich in Carl Engler, Hans Höfer Das Erdöl, 2. Auflage 1927
- Géologie dauphinoise, ou, Initiation à la géologie, par l'étude des environs de Grenoble, Paris, Grenoble, B. Arthaud 1944 (populärwissenschaftlich, Geologie der Umgebung von Grenoble)
- mit R. Barbier: Géologie des barrages et des aménagements hydrauliques, Paris, Masson 1955